# Retinia cristata
Retinia cristata là một loài bướm đêm thuộc họ Tortricidae. Nó được tìm thấy ở Nhật Bản (Hokkaido, Honshu, Shikoku, Ryukyu), Hàn Quốc, miền bắc và central Trung Quốc và Thái Lan.
Sải cánh dài 12–17 mm. Con trưởng thành bay từ giữa tháng 5 và giữa tháng 9 on Honshu. On Shikoku, adults were recorded in tháng 7 và đầu tháng 8 và on Kyushu in tháng 9 và tháng 10.
Ấu trùng ăn shoots và cones of Pinus thurnbergii, Pinus densiflora và Pinus massoniana. The larvae can cause severe damage to young planted trees.